# Atlético Rio Negro Clube
El Atlético Rio Negro Clube o simplemente Rio Negro es un club de fútbol de la ciudad de Manaos, capital del estado de Amazonas en Brasil. El club fue fundado el 13 de noviembre de 1913 debe su nombre al Río Negro afluente del Rio Amazonas cercano a Manaos.

## Historia
En el fútbol profesional el Rio Negro destaca por haber obtenido en diecisiete oportunidades el título del Campeonato Amazonense, y haber participado en 8 ediciones del Campeonato Brasileño de Serie A en 1966, 1973, 1974, 1975, 1976, 1979, 1983 y 1986. Por Copa do Brasil ha estado presente en los años 1989, 1990, 1991, 2000, 2001, 2004.
Su principal rival futbolístico es el Nacional Futebol Clube, con quien disputa el Clásico Rio-Nal, el más grande del fútbol amazonense y una de las mayores rivalidades del norte-brasileño.

## Estadio
El equipo disputa sus partidos en el Estadio Ismael Benigno con capacidad para 15.000 personas. En ocasiones manda sus juegos a la Arena da Amazônia con capacidad para 45.000 personas.

## Entrenadores
- Cláudio Coêlho (abril de 1962-?)[7]
- Décio Leal (mayo de 1973-noviembre de 1973)[8][9][10]
- Ismael Kurtz (noviembre de 1973-?)[9]
- Sérgio Duarte (octubre de 2014-marzo de 2015)[11][12]
- Roberley Assis (marzo de 2015-?)[12]
- Dodô (julio de 2016-agosto de 2016)[13][14]
- Aderbal Lana (agosto de 2016-?)[15]
- Aderbal Lana (febrero de 2017-abril de 2017)[16][17]
- Alemão (abril de 2017-mayo de 2017)[18][19][20]
- João Carlos Cavalo (mayo de 2017-?)[21][22]
- Aderbal Lana (noviembre de 2017-presente)[5]

## Palmarés
- Campeonato Amazonense: (16)

1921, 1927, 1931, 1932, 1938, 1940, 1943, 1962, 1965, 1975, 1982, 1987, 1988, 1989, 1990, 2001
- Campeonato Amazonense - Segunda División: (3)

1917, 2008, 2022